# Kapliczka leśna w Ujeździe

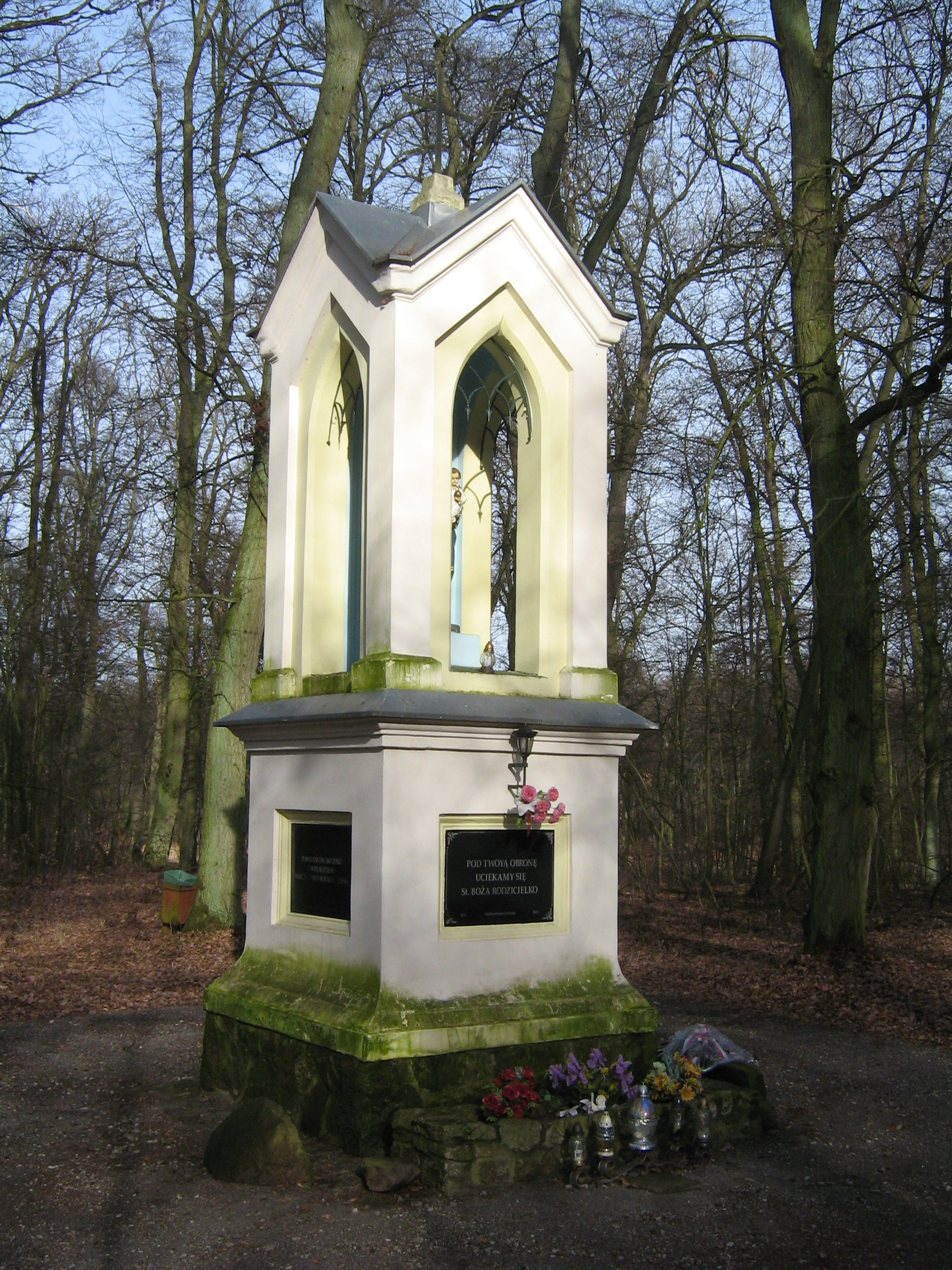
Kapliczka leśna w Ujeździe

Kapliczka leśna w Ujeździe – neogotycka kapliczka Matki Boskiej wybudowana w 1868 roku na terenie parku dworskiego w Ujeździe w Wielkopolsce przez Żółtowskich. Powstała jako wotum wdzięczności za szczęśliwy powrót z powstania styczniowego jednego z członków rodziny. Obiekt został wyremontowany przed uroczystościami z okazji 150-tej rocznicy wybuchu powstania styczniowego, które odbyły się w tym miejscu w dniu 24.01.2013 r. Odsłonięto tablice pamiątkowe poświęcone uczestnikom  Wiosny Ludów, powstania wielkopolskiego 1918/1919 i styczniowego, w którym brali udział także ochotnicy z Wielkopolski.